# Commelina rzedowskii
Commelina rzedowskii là một loài thực vật có hoa trong họ Commelinaceae. Loài này được López-Ferr., Espejo & Ceja mô tả khoa học đầu tiên năm 1997.